# LittleCorner
 (mai 2018).
LittleCorner est une entreprise française du secteur de l'affichage publicitaire digital, (aussi appelé le DOOH) en lieux insolites et notamment les toilettes. Les écrans de la société sont déployés dans les bars, les restaurants, les salles de spectacles, les centres de congrès et les centres commerciaux.

## Historique
En août 2014, début de la commercialisation du produit, un mois plus tard le réseau compte 100 écrans.[réf. nécessaire]
En septembre 2015, l'entreprise connaît un rapide développement en raison de sa collaboration avec les principaux acteurs du transport (notamment les VTC), les distributeurs de films et les marques d'alcool.
En 2017, LittleCorner possède un réseau de 1 000 écrans numériques et commence son déploiement en province. Elle s'ouvre également à ce moment-là à la publicité BtoB[Quoi ?] à travers un partenariat avec les établissements de Viparis (l'Espace Grande Arche de la Défense,  le Carrousel du Louvre et le Palais des congrès de Paris). Cette même année, la société lance sa collaboration avec les annonceurs du secteur de la santé. Johnson & Johnson, Listerine ou Doctolib utilisent le support de communication pour toucher les professionnels.[réf. nécessaire]
En 2018, l'entreprise possède un réseau de 2000 écrans dans 25 villes de France.[réf. nécessaire]

## Technologie
La société commercialise ses campagnes au Coût par Vue. Des capteurs installés sur ses écrans permettent à la société de mesurer en temps réel la durée d'exposition d'une personne à un spot publicitaire,. L'annonceur accède à toutes ces data via un plateforme propriétaire.
En 2018, la société établit un partenariat avec Freewheel (une filiale de Comcast).